# Kukiz’15
Kukiz’15 – polskie ugrupowanie polityczne powołane przez Pawła Kukiza przed wyborami parlamentarnymi w 2015, po jego starcie w wyborach prezydenckich, w których zajął on trzecie miejsce, zdobywając ok. 21% głosów. W wyborach parlamentarnych w 2015 (startując jako komitet wyborczy wyborców) także zajęło trzecią pozycję, uzyskując 8,8% głosów i wprowadzając swoich przedstawicieli do Sejmu. Po wyborach powołano stowarzyszenie, które stało się jego bazą. W latach 2019–2020 formacja wchodziła w skład Koalicji Polskiej, w ramach której wprowadziła w wyborach w 2019 przedstawicieli do Sejmu z list PSL. Po tychże wyborach zdecydowano o powołaniu partii politycznej K’15, która została zarejestrowana 31 lipca 2020, a wyrejestrowana 11 stycznia 2023. 19 kwietnia 2023 została zarejestrowana partia Kukiz15.
Głównym postulatem ugrupowania jest doprowadzenie w Polsce do zmian ustrojowych poprzez wprowadzenie m.in.: ordynacji większościowej w formie jednomandatowych okręgów wyborczych w wyborach do Sejmu, systemu semiprezydenckiego oraz referendów bezprogowych. Kukiz’15 początkowo określał się jako aideologiczny ruch (pomimo tworzenia go głównie przez osoby o poglądach prawicowych), jednak później określił się jako ugrupowanie konserwatywne społecznie i liberalne gospodarczo. Określany bywa również jako ugrupowanie prawicowo-populistyczne.

## Historia

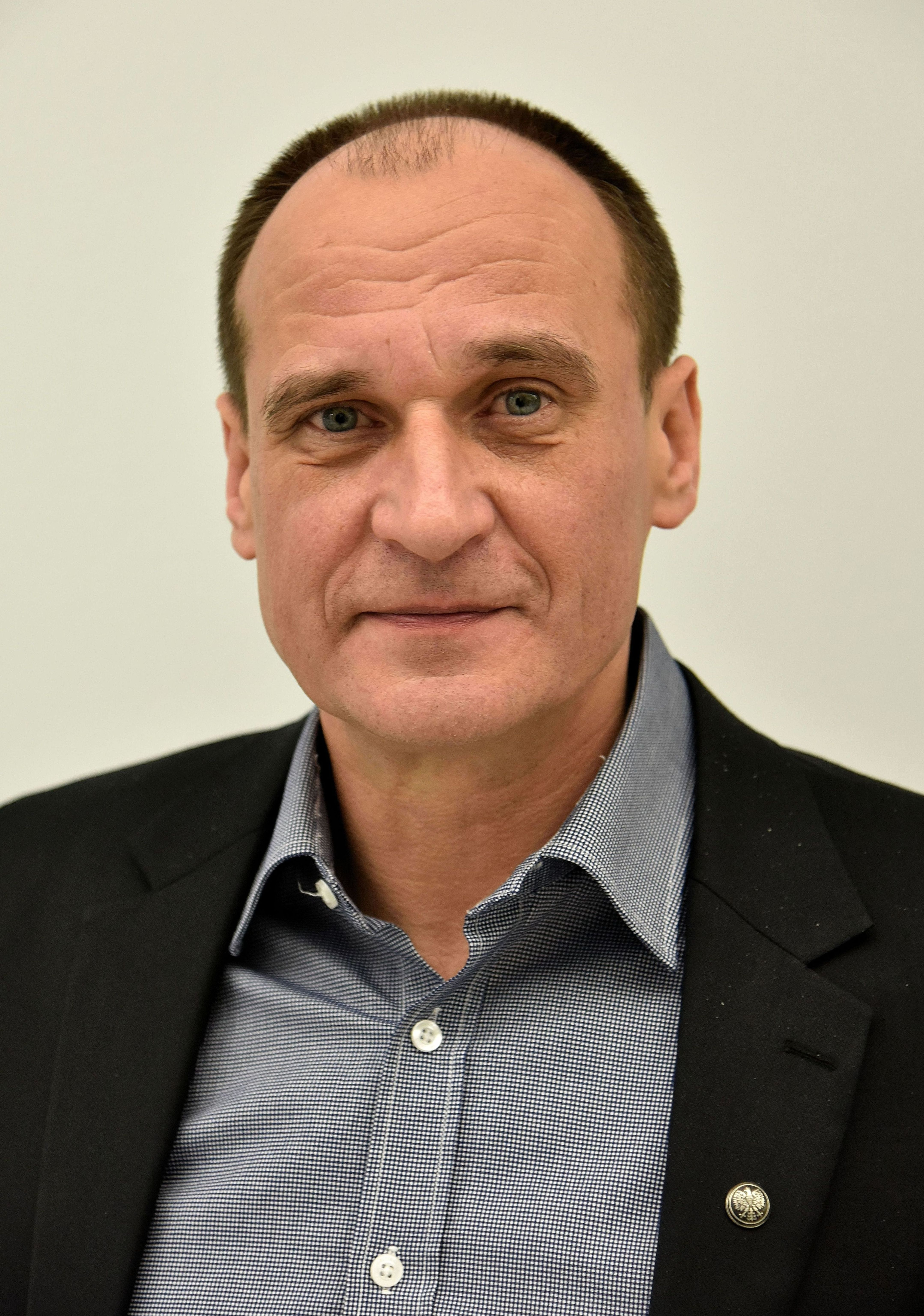
Paweł Kukiz

### Geneza
Paweł Kukiz, ówczesny radny sejmiku dolnośląskiego i wieloletni zwolennik jednomandatowych okręgów wyborczych, zdecydował się wystartować w wyborach prezydenckich 2015, głosząc hasła „zmiany systemu” i „przekazania państwa obywatelom z rąk partyjnych klanów”. Po tym, jak w pierwszej turze tychże wyborów muzyk zdobył nieco ponad 20% poparcia, jego współpracownicy poinformowali, że w czerwcu rozpocznie działalność ruch obywatelski skupiony wokół Pawła Kukiza, a on sam zapowiedział, że wkrótce ruszy z objazdem po Polsce, ponieważ oczekują tego jego zwolennicy. Paweł Kukiz stwierdził, że niebudowanie partii politycznej jest kwestią jego wiarygodności.
Pod koniec czerwca 2015 odbyła się konwencja ruchu, na której Paweł Kukiz ogłosił, że podstawowym problemem Polski jest ustrój. Stwierdził też, że „programy wyborcze to jedno wielkie kłamstwo”, a on zamiast tego będzie „wskazywać problemy i drogi do ich rozwiązania”.
W lipcu przedstawiono oficjalną nazwę ruchu Pawła Kukiza – „Kukiz’15” oraz zarejestrowano pod taką nazwą komitet wyborczy wyborców. Ponadto poinformowano, że każdy chętny może ubiegać się o kandydaturę z list komitetu w nadchodzących wyborach parlamentarnych. Aby zgłosić swoją kandydaturę, należało wypełnić specjalny kwestionariusz, w którym potencjalny kandydat musiał ustosunkować się m.in. do kwestii jednomandatowych okręgów wyborczych, zarządzania służbą zdrowia, reformy emerytalnej czy repolonizacji banków.
Na przełomie września i października przedstawiono pakiet politycznych postulatów ruchu. Oprócz jednomandatowych okręgów wyborczych, opowiedziano się za wprowadzeniem systemu prezydenckiego oraz za ogólnokrajowym, dorocznym referendum bez frekwencyjnego progu ważności. Ogłoszono także postulaty m.in. wyboru sędziów najniższej instancji w wyborach powszechnych, deregulacji przepisów dotyczących prowadzenia działalności gospodarczej oraz zmniejszenie opodatkowania pracy.

### 2015–2019
Komitet Kukiz’15 wystawił listy we wszystkich okręgach do Sejmu oraz w 9 ze 100 okręgów do Senatu. Oprócz osób bezpartyjnych na listach komitetu znaleźli się także przedstawiciele Ruchu Narodowego (w tym Unii Polityki Realnej, będącej wówczas jego częścią), Kongresu Nowej Prawicy (w dużej części), Demokracji Bezpośredniej i Partii Libertariańskiej, kilka osób z Prawicy Rzeczypospolitej oraz nieliczni członkowie Polski Razem, Solidarnej Polski, Wspólnoty, Stronnictwa Pracy i Samoobrony.
Odrębne komitety wyborcze, jednak tylko w części okręgów, powołały środowiska, które zerwały wcześniej współpracę z Pawłem Kukizem. Bezpartyjni Samorządowcy (z ramienia których muzyk w 2014 uzyskał mandat radnego sejmiku dolnośląskiego) wraz z innymi niepartyjnymi środowiskami samorządowymi oraz Ruchem Obywatelskim na rzecz JOW zorganizowali komitet JOW Bezpartyjni. Ponadto własne listy wystawił popierający Pawła Kukiza w wyborach prezydenckich Ruch Społeczny Rzeczypospolitej Polskiej. Na listach komitetu Kukiz’15 znaleźli się natomiast konkurujący z nim w elekcji prezydenckiej Paweł Tanajno (DB) i Jacek Wilk (KNP).
W wyborach do Sejmu komitet Kukiz’15 zajął trzecie miejsce, uzyskując 8,81% głosów, co dało 42 mandaty poselskie. Do Senatu nie wprowadził żadnego przedstawiciela. Mandaty poselskie zdobyli m.in.: Paweł Kukiz, Piotr Liroy-Marzec (także muzyk, raper), Kornel Morawiecki (założyciel Solidarności Walczącej), Jacek Wilk (wiceprezes KNP), a także kilku przedstawicieli Ruchu Narodowego (w tym jego prezes Robert Winnicki, prezes UPR Bartosz Józwiak, były eurodeputowany i były p.o. prezesa LPR Sylwester Chruszcz oraz ówczesny prezes Młodzieży Wszechpolskiej Adam Andruszkiewicz). Kornel Morawiecki pełnił funkcję marszałka seniora podczas pierwszego posiedzenia Sejmu VIII kadencji, przegrał też głosowanie na marszałka Sejmu z Markiem Kuchcińskim z PiS.
Szefem uformowanego klubu poselskiego został Paweł Kukiz, rzecznikiem członek UPR Jakub Kulesza, a wicemarszałkiem Sejmu z klubowej rekomendacji związany wcześniej z Fundacją Republikańską i Polską Razem Stanisław Tyszka. Janusz Sanocki wybrany z listy Kukiz’15 decyzją klubu poselskiego nie wszedł w jego skład i został posłem niezrzeszonym. Klub Kukiz’15 zagłosował przeciw wotum zaufania dla rządu Beaty Szydło, uzasadniając to nieporuszeniem w exposé kwestii zmian ustrojowych.
Z początkiem grudnia 2015 Paweł Kukiz ogłosił powstanie Stowarzyszenia na rzecz Nowej Konstytucji „Kukiz’15”, zostając jego prezesem. Stowarzyszenie powstało jako baza do budowy regionalnych struktur ruchu skupionego wokół Pawła Kukiza, dotychczas funkcjonującego jedynie jako komitet wyborczy w wyborach parlamentarnych oraz później jako klub poselski. W tym samym miesiącu poseł Paweł Kobyliński przeszedł do klubu Nowoczesnej.
W styczniu 2016 ruch Kukiz’15 ogłosił rozpoczęcie zbiórki podpisów pod wnioskiem o referendum ogólnokrajowe ws. przyjmowania w Polsce uchodźców z będącej w stanie wojny Syrii. Pytanie referendalne miałoby brzmieć: „Czy jesteś za przyjęciem przez Polskę uchodźców, w ramach systemu relokacji w Unii Europejskiej?”.
Na przełomie kwietnia i maja 2016 skład klubu poselskiego zmniejszył się o czterech posłów. Po tym, jak posłanka Małgorzata Zwiercan zagłosowała w Sejmie za nieobecnego Kornela Morawieckiego, została ona wykluczona z klubu, a Kornel Morawiecki sam zrzekł się członkostwa. Wkrótce potem klub opuścił Ireneusz Zyska i cała trójka współtworzyła koło poselskie Wolni i Solidarni (a następnie partię o tej nazwie). W międzyczasie poza klubem znalazł się także Robert Winnicki, po decyzji RN o wystąpieniu z klubu (pozostali posłowie RN pozostali jednak jego członkami i opuścili swoją partię).
W tym samym czasie w ramach ruchu Kukiz’15 doszło do wyodrębnienia się kilku frakcji, mających funkcjonować równolegle do Stowarzyszenia na rzecz Nowej Konstytucji oraz grupować osoby o konkretnych poglądach i celach: zwolenników myśli narodowo-demokratycznej, wolnościowców-republikanów, związkowców-rolników i tzw. woJOWników, czyli zwolenników jednomandatowych okręgów wyborczych. Spoiwem łączącym wszystkie grupy miał według liderów ruchu pozostać „sprzeciw wobec systemu III RP”.
I tak w maju z inicjatywy m.in. posła Jarosława Sachajki powołano „Stowarzyszenie Rolników i Konsumentów – Kukiz’15”. Ponadto siedmiu posłów klubu Kukiz’15 o poglądach narodowych, a także m.in. publicysta Rafał Ziemkiewicz założyło stowarzyszenie Endecja.
W czerwcu pięcioro posłów klubu Kukiz’15, należących do Stowarzyszenia „Republikanie”, utworzyło Klub Republikański w Sejmie, jako parlamentarny oddział tego stowarzyszenia (jeden z nich, Rafał Wójcikowski, w styczniu 2017 zginął w wypadku drogowym, zaś miesiąc później koordynatorka KR Magdalena Błeńska i inna jego członkini Anna Siarkowska wystąpiły z klubu Kukiz’15 i wraz z Małgorzatą Janowską, która wcześniej objęła mandat w miejsce Rafała Wójcikowskiego, jednak nie przystąpiła do klubu Kukiz’15, założyły koło poselskie „Republikanów”).
W lipcu 2016 oficjalnie do ruchu Kukiz’15 dołączyło stowarzyszenie „WoJOWnicy’15”, zrzeszające popierających Pawła Kukiza zwolenników jednomandatowych okręgów wyborczych, w tym posła Andrzeja Kobylarza.
22 marca 2017 Paweł Kukiz poinformował o powstaniu Klubów Młodych Kukiz’15. W ciągu tygodnia powstało 180 klubów lokalnych, do których zapisało się 1700 członków. W ciągu dwóch miesięcy powstało 270 klubów, zrzeszających ponad 2700 działaczy.
8 czerwca 2017 z klubu został wykluczony poseł Piotr Liroy-Marzec (który kilka miesięcy wcześniej powołał stowarzyszenie, a później partię Skuteczni). 18 dni później stowarzyszenie Kukiz’15 zyskało pierwszego radnego wojewódzkiego, gdy przystąpił do niego zasiadający w sejmiku lubuskim jego były przewodniczący Tomasz Możejko (wybrany z listy PO, związany potem z UED). 13 października tego samego roku do klubu poselskiego dołączył Łukasz Rzepecki, wykluczony uprzednio z klubu PiS.
30 października 2017 z klubu odszedł współtwórca stowarzyszenia Endecja Sylwester Chruszcz, przechodząc jednocześnie do koła poselskiego WiS, natomiast 9 listopada tego samego roku jego śladami podążył prezes Endecji Adam Andruszkiewicz, a 7 grudnia Jarosław Porwich.
W 2017 dwoje posłów klubu (Tomasz Rzymkowski i Elżbieta Zielińska) dołączyło do UPR (działając w niej do 2019), a Jacek Wilk przeszedł z KNP do KORWiN (Wolności). Ten ostatni w lutym 2018 opuścił klub Kukiz’15.
W maju 2018 poinformowano o wspólnym starcie ruchu do sejmików województw w wyborach samorządowych w tym samym roku z Prawicą Rzeczypospolitej. Komitet Kukiz’15 wystawił w październikowych listy do sejmików w niemal wszystkich okręgach wyborczych, a także liczne listy do rad, jak również kilkudziesięciu kandydatów na prezydentów miast (w tym m.in. członka KNP we Wrocławiu i członka DB w Poznaniu) oraz na burmistrzów i wójtów. W wyborach do sejmików w skali kraju uzyskał wynik ok. 5,6% głosów, jednak mimo przekroczenia progu wyborczego w 12 województwach, nie zdobył żadnych mandatów radnych. Kandydaci komitetu Kukiz’15 uzyskali natomiast 19 mandatów w radach powiatów oraz 93 w radach gmin. Poseł ugrupowania Wojciech Bakun wygrał w II turze wybory na prezydenta Przemyśla. Trzech kandydatów komitetu wygrało też wybory na wójtów.
26 października 2018 z klubu poselskiego Kukiz’15 odszedł jego rzecznik Jakub Kulesza, przechodząc jednocześnie z UPR do KORWiN. Tydzień później klub opuścił będący wcześniej kandydatem ruchu na prezydenta Warszawy Marek Jakubiak, ogłaszając powołanie ugrupowania Federacja dla Rzeczypospolitej.

### 2019–2023
W wyborach do Parlamentu Europejskiego w maju 2019 na listach ugrupowania spośród osób partyjnych ponownie znaleźli się działacze Prawicy Rzeczypospolitej (w tym ubiegający się o reelekcję Marek Jurek) i UPR, a ponadto Paweł Tanajno z Demokracji Bezpośredniej i działaczka Ślonzoków Razem. Międzynarodowo Kukiz’15 zawarł sojusz m.in. z włoskim Ruchem Pięciu Gwiazd i chorwackim Żywym Murem (których przywódcy, odpowiednio wicepremier Włoch Luigi Di Maio i Ivan Vilibor Sinčić, gościli na konwencji wyborczej ugrupowania). W wyborach Kukiz’15 zajął 5. miejsce, uzyskując 3,69% głosów, co nie pozwoliło na osiągnięcie progu wyborczego.
W czerwcu klub poselski Kukiz’15 opuścił Krzysztof Sitarski, w lipcu Norbert Kaczmarczyk, Tomasz Rzymkowski (wszyscy trzej przystąpili do klubu parlamentarnego Prawa i Sprawiedliwości) i Jerzy Jachnik, a w sierpniu Andrzej Maciejewski.
8 sierpnia ruch Kukiz’15 zawarł porozumienie z Polskim Stronnictwem Ludowym o starcie w wyborach parlamentarnych w tym samym roku z list tej partii, w ramach Koalicji Polskiej. Obie formacje przyjęły wspólne postulaty dotyczące m.in. mieszanej ordynacji wyborczej, powszechnych wyborów Prokuratora Generalnego, e-voting’u, możliwości odwołania posła, emerytury bez podatku, deregulacji gospodarki, ulgi podatkowej na OZE, czy też pakietu antykorupcyjnego.
W związku z decyzją o wejściu w sojusz z PSL, część działaczy opuściła ruch. M.in. uczynili to 9 sierpnia posłowie: Bartosz Józwiak, Elżbieta Zielińska, Tomasz Jaskóła, Jerzy Kozłowski i Paweł Skutecki. Pierwszych czworo utworzyło koło poselskie UPR, a Paweł Skutecki trzy dni później przystąpił do koła Konfederacji. Także 9 sierpnia powstało koło Przywrócić Prawo, które utworzyli związani w przeszłości z Kukiz’15 posłowie Janusz Sanocki, Piotr Liroy-Marzec i Jerzy Jachnik.
Ruch Kukiz’15 wystawił lub poparł około 90 kandydatów startujących z list PSL. Spośród 41 okręgów kandydaci ruchu znaleźli się na pierwszych miejscach w 11, ponadto wśród liderów list jego poparcie uzyskali bezpartyjni posłowie klubu PSL-KP (Marek Biernacki i Jacek Tomczak). W wyborach do Senatu Kukiz’15 wystawił samodzielnie (powołując KWW Kukiz15 do Senatu) dwoje kandydatów: Janusza Wasilewskiego w okręgu nr 59 oraz Wandę Jankowską w okręgu nr 60. Ponadto w okręgu nr 56 wystartował z ramienia KWW Rozwój Podkarpacia, z poparciem całej opozycji wobec rządzącego PiS, poseł Kukiz’15 Maciej Masłowski. Oprócz swoich działaczy, Kukiz’15 poparł również kandydatów do Senatu z ramienia KWW Przywrócić Prawo oraz startującego z własnego komitetu w okręgu nr 92 Mirosława Piaseckiego. W wyborach KW PSL zajął 4. miejsce, uzyskując 8,55% głosów. Kandydaci wystawieni przez Kukiz’15 otrzymali łącznie 206 530 głosów (1,12% w skali kraju) i uzyskali 6 mandatów poselskich, które zdobyli Paweł Kukiz, Jarosław Sachajko, Paweł Szramka, Agnieszka Ścigaj, Stanisław Tyszka i Stanisław Żuk. Paweł Kukiz stanął na czele powołanej 12 listopada rady Koalicji Polskiej, a Jarosław Sachajko został jednym z wiceprzewodniczących klubu parlamentarnego, którzy przyjął nazwę Koalicja Polska – PSL-Kukiz15.

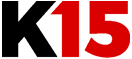
Logo partii K’15

Pod koniec 2019 walne zgromadzenie stowarzyszenia Kukiz’15 podjęło decyzję o powołaniu partii politycznej. Wniosek o rejestrację partii K’15 został złożony (przez Pawła Kukiza, Piotra Kubiczka i Roberta Herdzika) 27 maja 2020, a Sąd Okręgowy w Warszawie zarejestrował partię 31 lipca.
W styczniu 2020 część działaczy Kukiz’15 (w tym byli posłowie Barbara Chrobak i Andrzej Kobylarz) dołączyła do Solidarnej Polski.
Zarówno w pierwszych, jak i drugich wyborach prezydenckich w 2020 Kukiz’15 poparł prezesa PSL Władysława Kosiniaka-Kamysza, a przedstawiciele ruchu zasiadali w jego sztabie wyborczym. Kandydat Koalicji Polskiej w pierwszej turze otrzymał 459 365 głosów (2,36%), zajmując 5. miejsce spośród 11 kandydatów.
26 listopada 2020, decyzją Rady Naczelnej PSL, partia ta zdecydowała o zakończeniu współpracy z Kukiz’15 w ramach Koalicji Polskiej, z powodu różnic wewnątrzkoalicyjnych, m.in. w związku z głosowaniem nad uchwałą w sprawie weta budżetu Unii Europejskiej. Dwa dni później (gdy klub parlamentarny z formalnie pozostającymi wciąż w jego składzie posłami Kukiz’15 przyjął nazwę Koalicja Polska – PSL, UED, Konserwatyści) Agnieszka Ścigaj ogłosiła odejście z klubu KP i zostanie posłanką niezrzeszoną, opuszczając ruch Kukiz’15. 9 grudnia 2020 posłowie Kukiz’15 zostali wydaleni z klubu parlamentarnego Koalicji Polskiej i stali się posłami niezrzeszonymi. 29 stycznia 2021 powołali koło poselskie pod nazwą „Kukiz’15-Demokracja Bezpośrednia” (zawierając porozumienie z partią DB w sprawie reprezentowania jej postulatów w Sejmie; DB została wyrejestrowana w grudniu 2022, pozostając w nazwie koła). Przewodniczącym koła został Paweł Kukiz. 29 kwietnia 2021 Paweł Szramka opuścił koło, współtworząc wraz z Agnieszką Ścigaj i Andrzejem Sośnierzem (wówczas członkiem Porozumienia, który przeszedł z klubu PiS) koło poselskie Polskie Sprawy.
Pod koniec maja 2021 partia K’15 zawarła porozumienie programowe z rządzącym PiS, w ramach którego PiS zapowiedziało poparcie niektórych ustaw ugrupowania w zamian za pomoc Kukiz’15 w głosowaniach sejmowych. Formacja zawiesiła wspólne głosowanie w Sejmie z PiS z początkiem października 2022, do momentu ewentualnego uchwalenia ustawy o sędziach pokoju. 7 listopada 2022 z koła poselskiego Kukiz’15-DB wystąpił Stanisław Tyszka (nie należący do partii K’15; wkrótce dołączył do Konfederacji i partii Sławomira Mentzena – pod nazwą KORWiN, następnie Nowa Nadzieja). Partia nie złożyła sprawozdania finansowego za 2021 rok, w związku z czym Państwowa Komisja Wyborcza została zobligowana do złożenia wniosku do Sądu Okręgowego w Warszawie o wykreślenie K’15 z ewidencji partii politycznych.

### Od 2023
Sąd wyrejestrował partię K'15 11 stycznia 2023. W tym samym miesiącu działacze formacji zapowiedzieli chęć zarejestrowania partii pod nazwą Kukiz15. Z wniosku Jarosława Sachajki, Roberta Gogółki i byłego posła Roberta Mordaka została ona zarejestrowana 19 kwietnia tego samego roku, jej prezesem został następnie Jarosław Sachajko. Wnioskodawcy zostali członkami zarządu krajowego partii, nie przystąpił do niej formalnie Paweł Kukiz. Sekretarzem generalnym partii został Marek Jakubiak, który powrócił do środowiska Pawła Kukiza. W wyborach parlamentarnych w tym samym roku ogłoszono start kandydatów ugrupowania z list Prawa i Sprawiedliwości, Paweł Kukiz został liderem listy w okręgu opolskim. Do programu PiS wpisano postulaty Kukiz’15 – m.in. zmianę ordynacji wyborczej na mieszaną, wprowadzenie instytucji sędziów pokoju oraz dzień referendalny w połowie kadencji samorządu.
W wyborach mandaty poselskie z list PiS zdobyli rekomendowani przez Kukiz15 Paweł Kukiz, Jarosław Sachajko, Marek Jakubiak, Agnieszka Wojciechowska van Heukelom i Agnieszka Ścigaj (szefowa koła Polskie Sprawy, którego pozostali dwaj posłowie nie uzyskali reelekcji). W Sejmie X kadencji Paweł Kukiz, Jarosław Sachajko i Marek Jakubiak utworzyli koło poselskie Kukiz’15 (pod przewodnictwem Pawła Kukiza). Obie posłanki (luźniej związane z ruchem Kukiz’15) zasiadły w klubie parlamentarnym PiS.
W wyborach samorządowych w 2024 poszczególni działacze Kukiz’15 wystartowali do różnych organów z list PiS oraz Konfederacji i BS, a także lokalnych komitetów. W wyborach do Parlamentu Europejskiego w tym samym roku lider Paweł Kukiz poparł Konfederację, a sekretarz generalny Marek Jakubiak w 11 okręgach kandydatów PiS (w tym 3 z Suwerennej Polski), a w 2 Konfederacji (po 1 z NN i RN).
24 lipca 2024 do koła poselskiego Kukiz’15 przystąpił były minister rolnictwa i rozwoju wsi Jan Krzysztof Ardanowski, który dzień wcześniej opuścił PiS. Założył on też partię Wolność i Dobrobyt, zarejestrowaną 19 września tego samego roku. 16 października 2024 koło poselskie Kukiz’15 przekształciło się w koło Wolni Republikanie. Jego przewodniczącym został Marek Jakubiak, który został także kandydatem w wyborach prezydenckich w 2025. W przeciwieństwie do pozostałych członków koła, Paweł Kukiz poparł Sławomira Mentzena. W pierwszej turze wyborów z 18 maja Marek Jakubiak otrzymał 150 698 głosów (0,77%), zajmując 10. miejsce wśród 13 kandydatów. Ogłosił następnie swoje poparcie w drugiej turze dla Karola Nawrockiego (którego poparli również pozostali posłowie Wolnych Republikanów).

## Postulaty
Szczegółowe cele ugrupowania przedstawiono w dokumencie zatytułowanym „Strategia Zmiany”.
Kwestie ustrojowe:
- uchwalenie nowej konstytucji, wprowadzającej jednomandatowe okręgi wyborcze w wyborach do Sejmu, system semiprezydencki oraz referenda bezprogowe
- budowanie państwa obywatelskiego opartego na demokracji bezpośredniej na wzór szwajcarski
- przywrócenie instytucji sędziów pokoju, wybieranych w wyborach powszechnych i orzekających w sprawach o wykroczenia oraz w drobnych sprawach cywilnych
- zasada ciągłego prowadzenia rozpraw sądowych – w trybie „dzień po dniu”, aż do uzyskania wyroku
- zniesienie finansowania partii politycznych z budżetu państwa
- przeniesienie znacznej części urzędów i instytucji poza Warszawę

Kwestie gospodarcze:
- zakaz uchwalania budżetu z deficytem zarówno na poziomie centralnym, jak i samorządowym
- likwidacja podatku dochodowego PIT
- zastąpienie podatku dochodowego CIT jednoprocentowym podatkiem przychodowym
- wprowadzenie zeroprocentowej stawki VAT na wybrane towary (leki, żywność, ubranka dla dzieci, bilety komunikacyjne, prasa)
- uchwalenie ustawy deregulującej prowadzenie działalności gospodarczej – na wzór tzw. ustawy Wilczka z 1988 roku
- umożliwienie rolnikom sprzedaży bezpośredniej produktów przetworzonych oraz zakaz obrotu i upraw żywności zmodyfikowanej genetycznie

Kwestie bezpieczeństwa wewnętrznego i zewnętrznego:
- decentralizacja zarządzania w policji poprzez zwiększenie uprawnień komend powiatowych, wybór komendantów powiatowych w wyborach powszechnych
- wprowadzenie obrony terytorialnej jako systemu wsparcia dla zawodowych wojsk operacyjnych (czego dowodem było głosowanie podczas trzeciego czytania w Sejmie posłów klubu poselskiego ruchu za przyjęciem Ustawy z dnia 16 listopada 2016 r. o zmianie ustawy o powszechnym obowiązku obrony Rzeczypospolitej Polskiej oraz niektórych innych ustaw, wprowadzającej Wojska Obrony Terytorialnej[101])
- budowa koalicji państw wewnątrz Unii Europejskiej na rzecz deregulacji prawa europejskiego
- wypowiedzenie pakietu energetyczno-klimatycznego
- sprzeciw wobec przystąpienia Polski do strefy euro

## Działacze

### Zarząd partii Kukiz15
Prezes:
- Jarosław Sachajko

Pozostali członkowie:
- Robert Gogółka
- Robert Mordak

Sekretarzem generalnym partii jest Marek Jakubiak.

### Zarząd partii K’15 (2020–2023)
Przewodniczący:
- Paweł Kukiz

Wiceprzewodniczący:
- Wanda Jankowska
- Jarosław Sachajko

Pozostali członkowie:
- Robert Herdzik
- Wojciech Kocuj
- Wojciech Krzemieniewski

### Posłowie na Sejm X kadencji (w koleWolni Republikanie)
| - Marek Jakubiak (jednocześnie Federacja dla Rzeczypospolitej) – szef koła Wolni Republikanie - Paweł Kukiz - Jarosław Sachajko |

Wszyscy posłowie Kukiz’15 zostali wybrani z list Prawa i Sprawiedliwości. Do 16 października 2024 tworzyli koło poselskie Kukiz’15, w którym od 24 lipca 2024 zasiadał także Jan Krzysztof Ardanowski (w międzyczasie założył partię Wolność i Dobrobyt), także wybrany z listy PiS.
Z rekomendacji Kukiz’15 zostały wybrane także:
- Agnieszka Ścigaj (stowarzyszenie Polskie Sprawy)
- Agnieszka Wojciechowska van Heukelom

Obie zostały wybrane z list Prawa i Sprawiedliwości i zasiadają w jego klubie.

### Posłowie na Sejm IX kadencji
| - Paweł Kukiz – szef koła Kukiz’15-Demokracja Bezpośrednia - Jarosław Sachajko - Stanisław Żuk |

Z rekomendacji Kukiz’15 zostali wybrani także:
- Paweł Szramka – 29 kwietnia 2021 współtworzył koło Polskie Sprawy (później poseł niezrzeszony)
- Agnieszka Ścigaj – 28 listopada 2020 została posłanką niezrzeszoną i niezależną (później koło Polskie Sprawy)
- Stanisław Tyszka – 7 listopada 2022 został posłem niezrzeszonym (później koło Konfederacja, ponadto partia KORWiN/Nowa Nadzieja)

Wszyscy posłowie Kukiz’15 zostali wybrani z list Polskiego Stronnictwa Ludowego. Do 9 grudnia 2020 posłowie Kukiz’15 zasiadali w klubie parlamentarnym Koalicji Polskiej, a od 29 stycznia 2021 tworzyli koło poselskie Kukiz’15-Demokracja Bezpośrednia.

### Posłowie na Sejm VIII kadencji

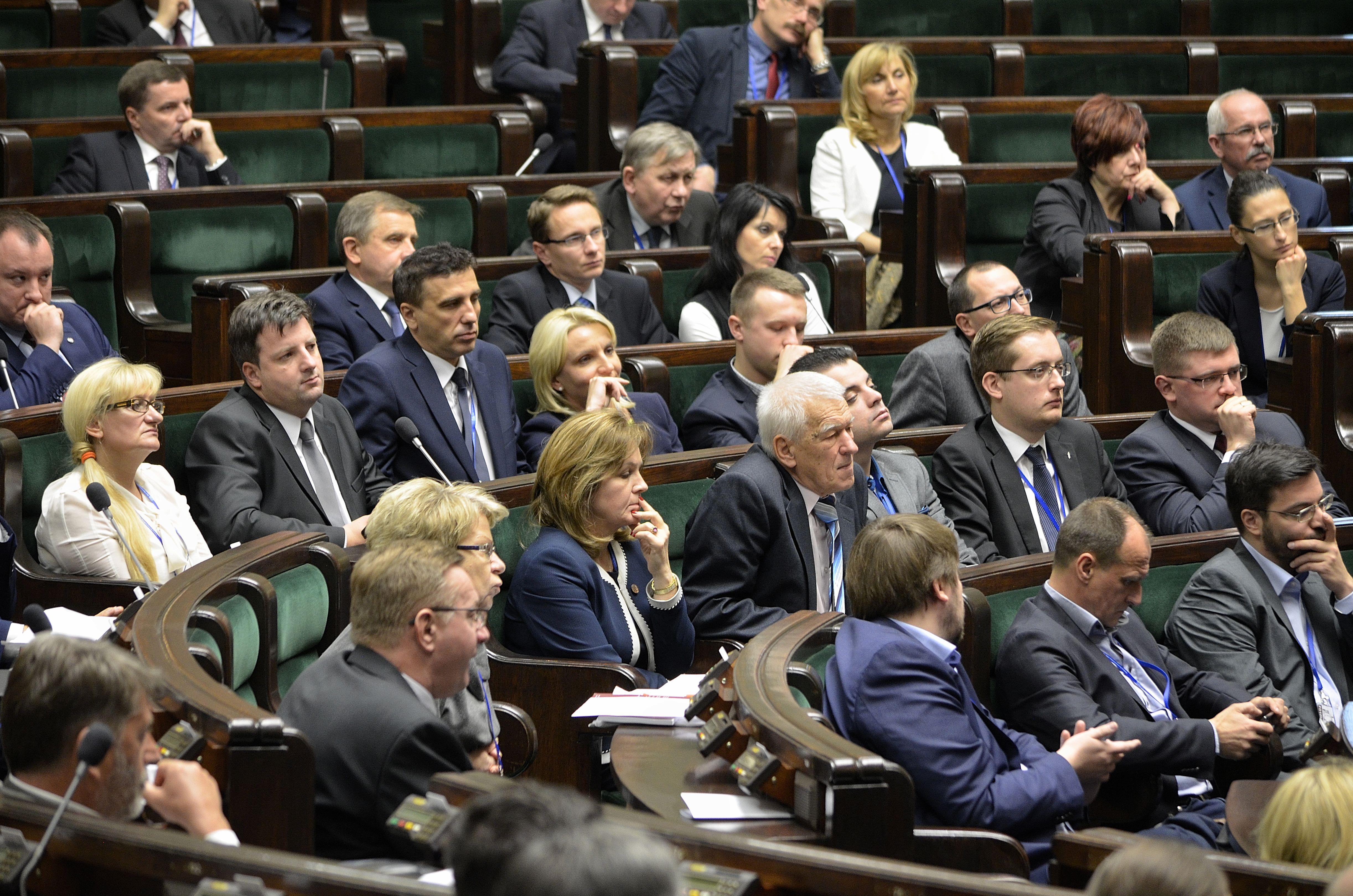
Posłowie klubu podczas szkolenia dla nowo wybranych posłów w Sali Posiedzeń Sejmu (3 listopada 2015)

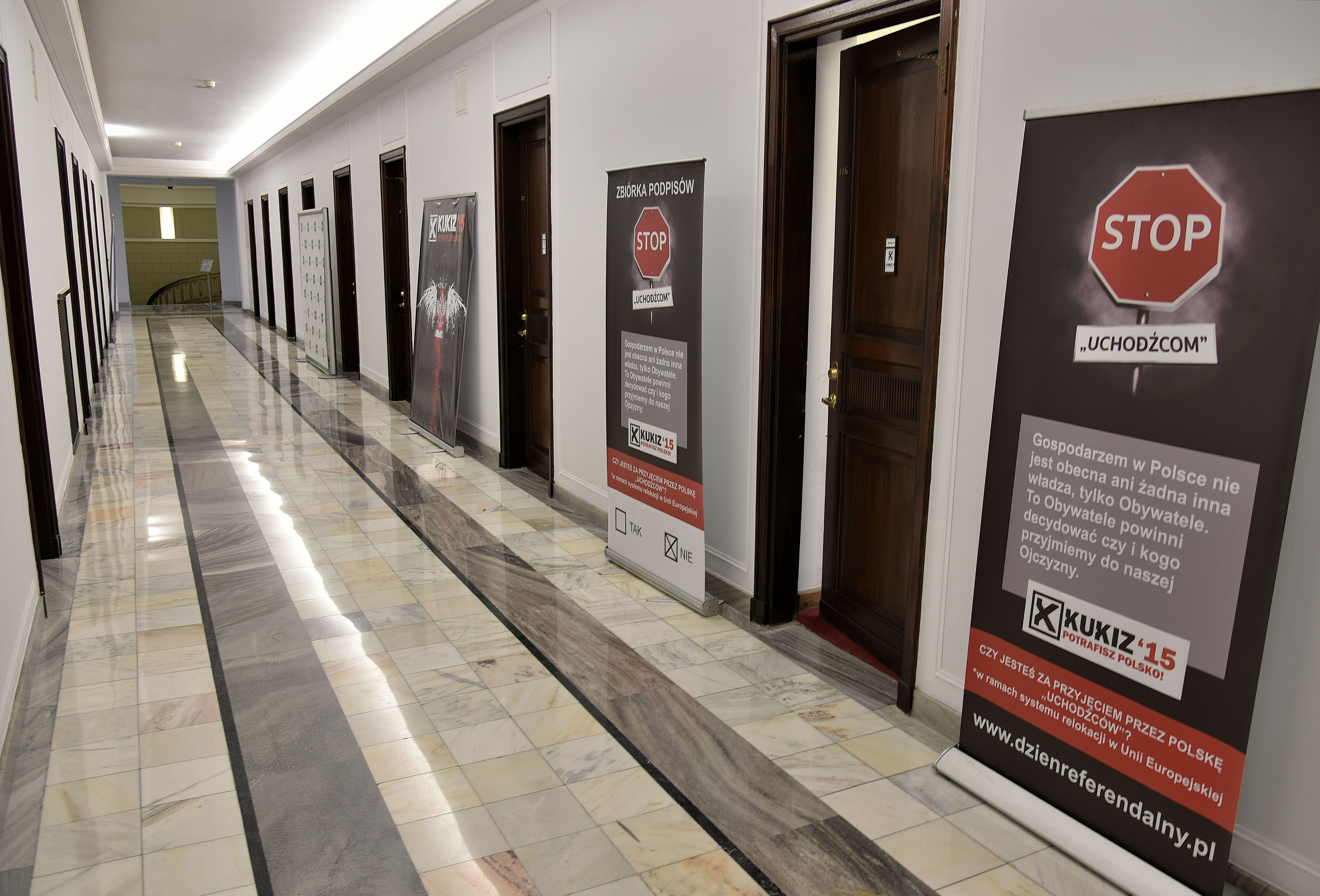
Siedziba Klubu Poselskiego Kukiz’15 w Sejmie

| - Piotr Apel - Józef Brynkus - Barbara Chrobak - Grzegorz Długi - Paweł Grabowski - Andrzej Kobylarz - Paweł Kukiz – szef klubu Kukiz’15 - Maciej Masłowski | - Robert Mordak - Błażej Parda - Stefan Romecki - Łukasz Rzepecki – od 13 października 2017, wybrany z listy Prawa i Sprawiedliwości - Jarosław Sachajko - Paweł Szramka - Agnieszka Ścigaj - Stanisław Tyszka – wicemarszałek Sejmu |

Z list komitetu Kukiz’15 zostali wybrani także:
- Adam Andruszkiewicz – 9 listopada 2017 przeszedł do koła Wolnych i Solidarnych (później poseł niezrzeszony), kandydat Prawa i Sprawiedliwości na następną kadencję
- Wojciech Bakun – 6 listopada 2018 wygaszono mu mandat w związku z wyborem na prezydenta Przemyśla
- Magdalena Błeńska – 23 lutego 2017 została posłem niezrzeszonym (później koło „Republikanie” i ponownie niezrzeszona, ponadto partia Porozumienie)
- Sylwester Chruszcz – 30 października 2017 przeszedł do koła Wolnych i Solidarnych (później klub Prawa i Sprawiedliwości)
- Jerzy Jachnik – 31 lipca 2019 został posłem niezrzeszonym (później koło Przywrócić Prawo)
- Marek Jakubiak – 2 listopada 2018 został posłem niezrzeszonym (później koło Konfederacja i ponownie niezrzeszony), kandydat Koalicji Bezpartyjni i Samorządowcy na następną kadencję
- Małgorzata Janowska – 8 lutego 2017, zastępując Rafała Wójcikowskiego, została posłem niezrzeszonym (później koło „Republikanie” i klub Prawa i Sprawiedliwości, ponadto przejściowo Partia Republikańska)
- Tomasz Jaskóła – 9 sierpnia 2019 współtworzył koło Unii Polityki Realnej
- Bartosz Józwiak (Unia Polityki Realnej) – 9 sierpnia 2019 współtworzył koło UPR
- Norbert Kaczmarczyk – 25 lipca 2019 został posłem niezrzeszonym (później klub Prawa i Sprawiedliwości, ponadto partia Solidarna Polska)
- Paweł Kobyliński – 21 grudnia 2015 przeszedł do klubu Nowoczesnej (później klub Platforma Obywatelska – Koalicja Obywatelska)
- Edyta Kubik – 15 października 2019, zastępując Kornela Morawieckiego, została posłem niezrzeszonym
- Jakub Kulesza (Unia Polityki Realnej) – 26 października 2018 został posłem niezrzeszonym (później koło Wolność i Skuteczni / Konfederacja), jednocześnie przechodząc do partii KORWiN
- Piotr Liroy-Marzec – 8 czerwca 2017 został posłem niezrzeszonym (później koło Wolność i Skuteczni / Konfederacja i koło Przywrócić Prawo, ponadto partia Skuteczni)
- Andrzej Maciejewski – 7 sierpnia 2019 został posłem niezrzeszonym, kandydat Prawicy Rzeczypospolitej na następną kadencję (do Senatu)
- Jerzy Kozłowski – 9 sierpnia 2019 współtworzył koło Unii Polityki Realnej, kandydat Prawa i Sprawiedliwości na następną kadencję
- Robert Majka – 21 listopada 2018, zastępując Wojciecha Bakuna, został posłem niezrzeszonym (przejściowo koło Konfederacja)
- Kornel Morawiecki – 14 kwietnia 2016 został posłem niezrzeszonym (później koło Wolnych i Solidarnych)
- Jarosław Porwich – 8 grudnia 2017 przeszedł do koła Wolnych i Solidarnych (później poseł niezrzeszony), kandydat Prawa i Sprawiedliwości na następną kadencję
- Tomasz Rzymkowski – 31 lipca 2019 przeszedł do klubu Prawa i Sprawiedliwości
- Janusz Sanocki – na początku kadencji został posłem niezrzeszonym (później koło Przywrócić Prawo)
- Anna Siarkowska – 23 lutego 2017 została posłem niezrzeszonym (później koło „Republikanie” i klub Prawa i Sprawiedliwości, ponadto Partia Republikańska)
- Krzysztof Sitarski – 13 czerwca 2019 został posłem niezrzeszonym (później klub Prawa i Sprawiedliwości)
- Paweł Skutecki – 9 sierpnia 2019 został posłem niezrzeszonym (później koło Konfederacji)
- Jacek Wilk (KORWiN) – w lutym 2018 został posłem niezrzeszonym (później koło Wolność i Skuteczni / Konfederacja)
- Robert Winnicki (Ruch Narodowy) – 27 kwietnia 2016 został posłem niezrzeszonym (później koło Konfederacja)
- Rafał Wójcikowski – 19 stycznia 2017 zginął w wypadku drogowym
- Elżbieta Zielińska – 9 sierpnia 2019 współtworzyła koło Unii Polityki Realnej, kandydatka Prawa i Sprawiedliwości na następną kadencję
- Małgorzata Zwiercan – 14 kwietnia 2016 została posłem niezrzeszonym (później koło Wolnych i Solidarnych i klub Prawa i Sprawiedliwości)
- Ireneusz Zyska – 18 maja 2016 współtworzył koło Wolni i Solidarni (później klub Prawa i Sprawiedliwości)

## Poparcie w wyborach

### Wybory parlamentarne
| Wybory | Sejm                                        | Sejm                                        | Sejm                                        | Sejm    | Sejm    | Senat   | Senat   | Rząd     |
| Wybory | Głosy                                       | Głosy                                       | Głosy                                       | Mandaty | Mandaty | Mandaty | Mandaty | Rząd     |
| Wybory | Liczba                                      | %                                           | +/−                                         | Liczba  | +/−     | Liczba  | +/−     | Rząd     |
| ------ | ------------------------------------------- | ------------------------------------------- | ------------------------------------------- | ------- | ------- | ------- | ------- | -------- |
| 2015   | 1 339 094                                   | 8,81 (3.)                                   | –                                           | 42/460  | –       | 0/100   | –       | Opozycja |
| 2019   | Start z list Polskiego Stronnictwa Ludowego | Start z list Polskiego Stronnictwa Ludowego | Start z list Polskiego Stronnictwa Ludowego | 6/460   | 36      | 0/100   |         | Opozycja |
| 2023   | Start z list Prawa i Sprawiedliwości        | Start z list Prawa i Sprawiedliwości        | Start z list Prawa i Sprawiedliwości        | 3/460   | 3       | 0/100   |         | Opozycja |

### Wybory do sejmików województw
| Wybory | Sejmiki | Sejmiki | Sejmiki | Sejmiki | Sejmiki |
| Wybory | Głosy   | Głosy   | Mandaty | Mandaty |         |
| Wybory | %       | +/−     | Liczba  | +/−     |         |
| ------ | ------- | ------- | ------- | ------- | ------- |
| 2018   | 5,63    | –       | 0/552   | –       |         |

### Wybory do Parlamentu Europejskiego
| Wybory | Głosy   | Głosy     | Głosy | Mandaty | Mandaty |
| Wybory | Liczba  | %         | +/−   | Liczba  | +/−     |
| ------ | ------- | --------- | ----- | ------- | ------- |
| 2019   | 503 564 | 3,69 (5.) | –     | 0/51    | –       |

## Endecja

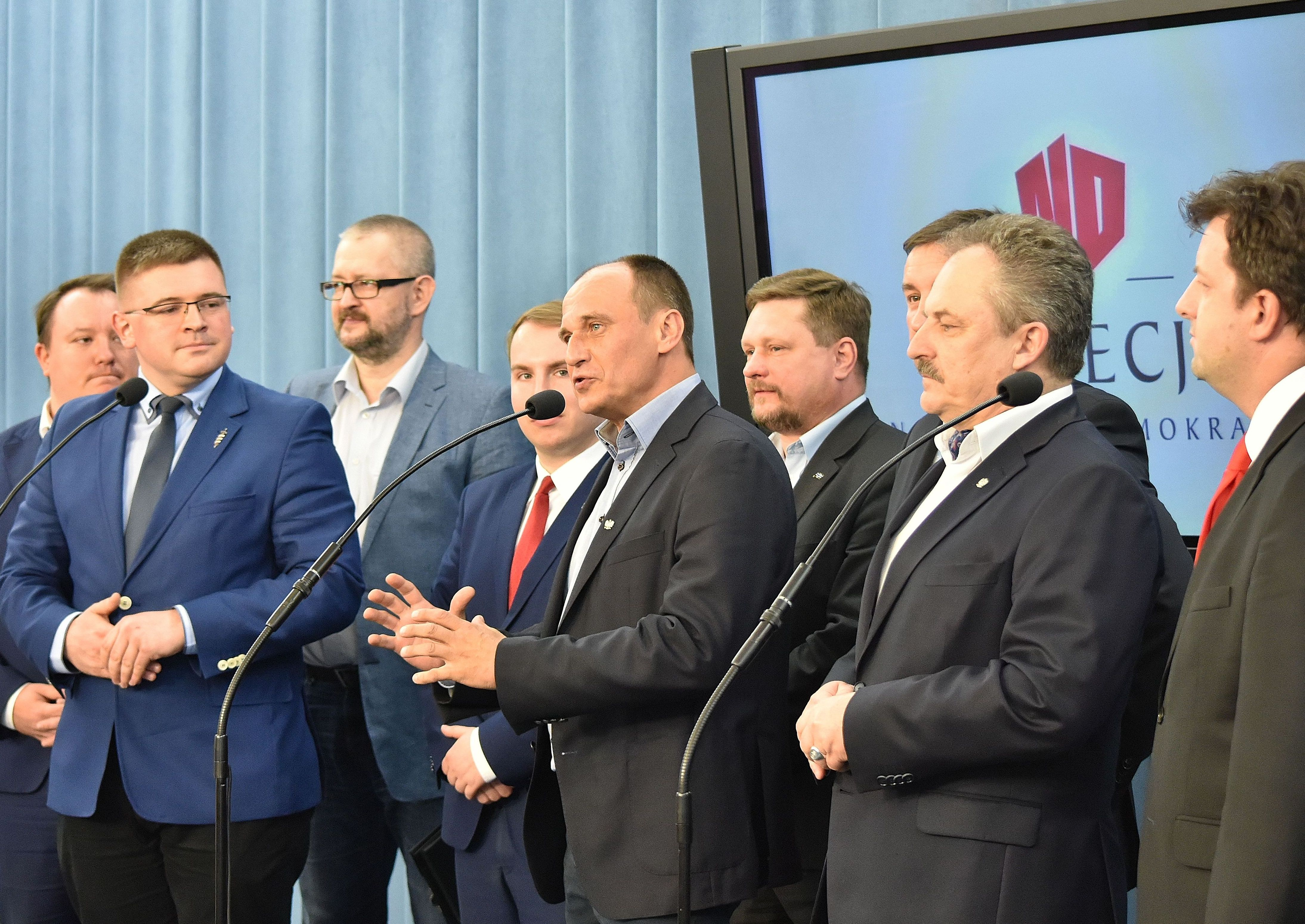
Posłowie klubu Kukiz’15 ze stowarzyszenia Endecja (wraz z Rafałem Ziemkiewiczem) podczas konferencji prasowej (2016)

Stowarzyszenie Endecja to związane początkowo z ruchem Kukiz’15 środowisko skupiające działaczy, którzy w swoich poglądach identyfikują się z tradycją Narodowej Demokracji i stawiają za wzór Romana Dmowskiego. O jego utworzeniu poinformowano 19 maja 2016 na konferencji z udziałem Pawła Kukiza, a także założycieli stowarzyszenia – publicysty Rafała Ziemkiewicza oraz posłów Adama Andruszkiewicza, Sylwestra Chruszcza (obaj jesienią 2017 przeszli do koła Wolnych i Solidarnych), Pawła Grabowskiego, Marka Jakubiaka, Bartosza Józwiaka, Tomasza Rzymkowskiego i Krzysztofa Sitarskiego. Za cele postawiło sobie bycie „kuźnią elit”, a także „oparcie polskiej polityki na wspólnocie interesów”. Stowarzyszenie powstało po tym, jak partia Ruch Narodowy zdecydowała o opuszczeniu ruchu Kukiz’15, jednak spośród pięciu reprezentujących ją posłów z klubu odszedł jedynie prezes Robert Winnicki, a pozostali narodowcy postanowili kontynuować współpracę z Pawłem Kukizem i opuścili partię. Stowarzyszenie zarejestrowane zostało 13 września 2016. Prezesem został poseł Adam Andruszkiewicz (były szef Młodzieży Wszechpolskiej), a wiceprezesem Przemysław Piasta (jednocześnie działacz Tak dla Polski/Ligi Narodowej i do 2017 także KORWiN, były wicemarszałek wielkopolski). Kilka tygodni po rejestracji Endecji odeszli z niej posłowie Bartosz Józwiak (prezes Unii Polityki Realnej) i Tomasz Rzymkowski (który niedługo później także wstąpił do UPR). W stowarzyszeniu, oprócz byłych działaczy RN, w znacznej mierze znaleźli się byli działacze Ligi Polskich Rodzin (wśród nich także działający później w Naprzód Polsko i założyciele Tak dla Polski). Wśród pełnomocników regionalnych znaleźli się m.in. czterej posłowie (w tym prezes Endecji), Przemysław Piasta, a także byli posłowie LPR Andrzej Mańka i Robert Strąk oraz były wicemarszałek kujawsko-pomorski Maciej Eckardt i były członek zarządu województwa łódzkiego Paweł Chruszcz. Przewodniczącym rady patronackiej został Rafał Ziemkiewicz, rady gospodarczej Marek Jakubiak, rady parlamentarnej Sylwester Chruszcz, a rady programowej Krzysztof Tenerowicz.
25 kwietnia 2018 Adam Andruszkiewicz odszedł ze stowarzyszenia (zakładając w następnym miesiącu stowarzyszenie Dla Polski), a na funkcji prezesa zastąpił go Sylwester Chruszcz. 5 dni później również Rafał Ziemkiewicz wydał oświadczenie, że uznaje stowarzyszenie za nieudany projekt, z którego się wycofuje. Jeszcze w tym samym roku stowarzyszenie utraciło wszystkich pełnomocników regionalnych oraz szefów rad, poza pełniącym wciąż te funkcje prezesem Sylwestrem Chruszczem. W kwietniu 2019 Sylwester Chruszcz przeszedł z koła WiS do klubu Prawa i Sprawiedliwości. W wyborach pół roku później nie uzyskał on poselskiej reelekcji. Nie zdobył mandatu także w wyborach w 2023 (będąc już członkiem PiS).